# Asterobemisia
Asterobemisia är ett släkte av insekter som beskrevs av Trehan 1940. Asterobemisia ingår i familjen mjöllöss.
Släktet innehåller bara arten Asterobemisia carpini.